# 上書房
上书房是清代皇子读书的场所。位于紫禁城清门内东侧南庑。清道光三年之前多称“尚书房”，道光三年及以後改称为“上书房”。
清朝规定，皇子年满六岁，便要入学拜师就读。上书房总师傅为翰林院掌院学士，总师傅保荐若干翰林官面见皇帝，皇帝挑选其中博学谨慎者，钦点为教授某皇子的师傅，并派一二人协助工作，称为上书房行走。